# Ranunculus glacialis
Ranunculus glacialis es una especie de la familia de las ranunculáceas.

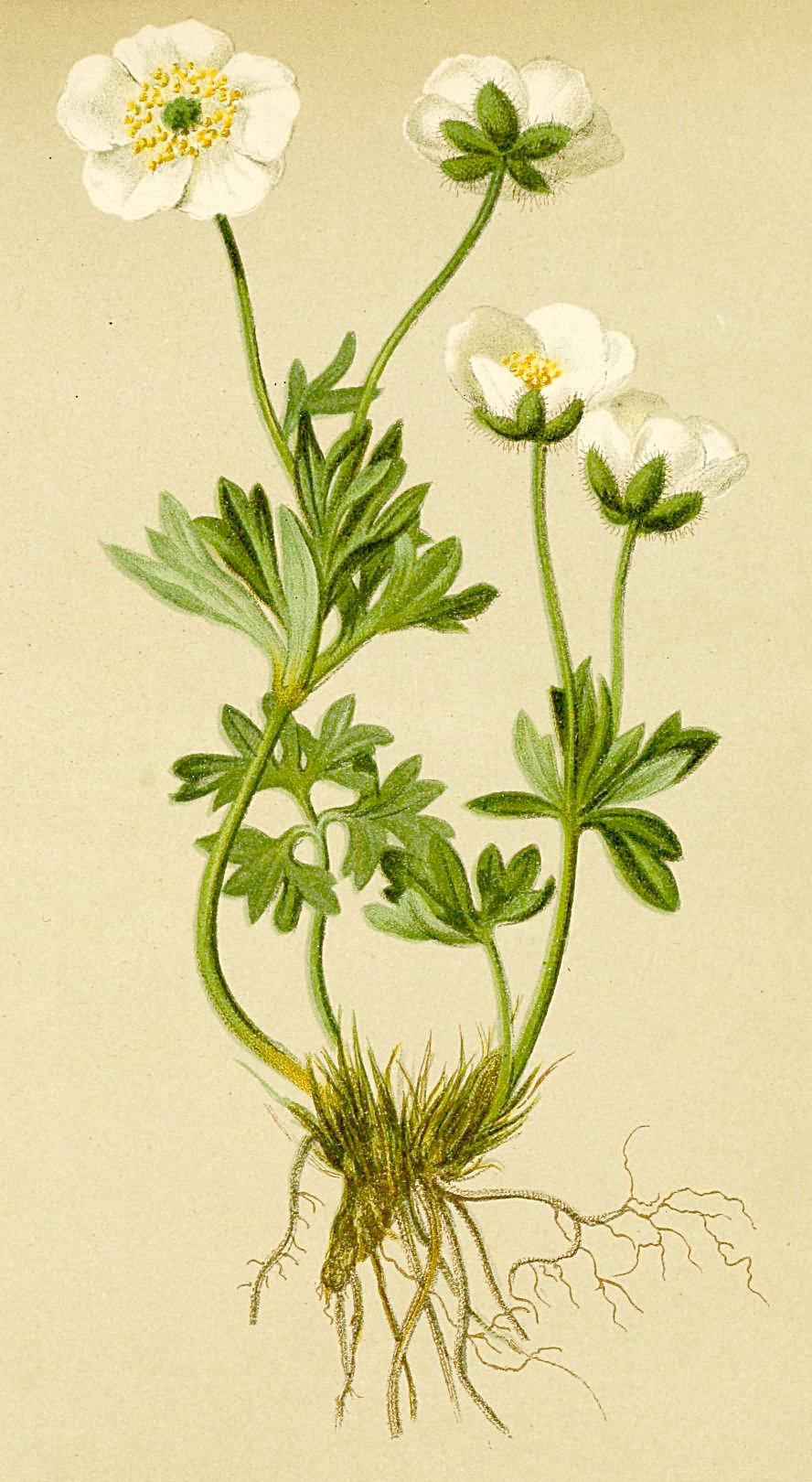
Ilustración

## Descripción
Se distingue por sus flores blancas, a menudo moradas o teñidas de rosa, y sépalos con pelo marrón rojizo. Pocas flores, de 2 cm de diámetro; 5 pétalos anchos. Hojas ligeramente carnosas, divididas tres veces en lóbulos elípticos oblongos; tallo floral de 4-25 cm. Aquenios de pico erecto muy corto. Florece en verano.

## Hábitat
Montañas, cerca de la línea de nieve, en rocas ácidas.

## Distribución
Norte de Europa, y altas montañas del resto del continente.

## Taxonomía
Ranunculus glacialis fue descrita por Carlos Linneo y publicado en Species Plantarum 1: 553. 1753.
Citología
Números cromosomáticos de Ranunculus glacialis  (Fam. Ranunculaceae) y táxones infraespecificos: 2n=16
Etimología
Ver: Ranunculus
glacialis: epíteto latino que significa "glacial, helado".
Sinonimia
- Hecatonia glacialis Schur
- Oxygraphis gelida O. Schwarz
- Oxygraphis glacialis (L.) Dalla Torre
- Oxygraphis glacialis Regel
- Ranunculus gelidus Hoffmgg.
- Beckwithia glacialis (L.) Á.Löve & D.Löve[7]
- Ranunculus glacialis var. holosericeus Gaudin
- Oxygraphis vulgaris Freyn , nom. illeg.[4]